# سيرج ديلماس
سيرج ديلماس (بالفرنسية: Serge Delmas)‏ هو لاعب كرة قدم ومدرب كرة قدم فرنسي في مركز الهجوم، ولد في 14 مايو 1947 في مونبلييه في فرنسا. لعب مع نادي مونبلييه.

## وصلات خارجية
- سيرج ديلماس على موقع قاعدة بيانات كرة القدم.إي يو (الإنجليزية)